# Rudolf Kiełbowicz
Rudolf Kiełbowicz (ur. 7 maja 1921 w Novi Martinac, zm. 1995) – polski rolnik, poseł na Sejm PRL VI kadencji.

## Życiorys
Uzyskał wykształcenie podstawowe. Pracował na roli w Jugosławii. Podczas wojny współpracował z oddziałami partyzanckimi, a po utworzeniu polskiego batalionu został jego żołnierzem. W 1946 powrócił do Polski, zamieszkując w powiecie bolesławieckim. Objął tam gospodarstwo rolne. Był założycielem Gminnej Spółdzielni „Samopomoc Chłopska” w Milikowie, którą potem przeniesiono do Nowogrodźca. Pracował tam do 1951, po czym przeniesiono go do Powiatowych Związków Gminnych Spółdzielni „Samopomoc Chłopska”. Ze względów rodzinnych w 1952 zwolnił się, obejmując ponownie gospodarstwo rolne w Gościszowie.
W 1946 został członkiem Stronnictwa Ludowego, z którym w 1949 przystąpił do Zjednoczonego Stronnictwa Ludowego. Zasiadał w Radzie Nadzorczej GS w Nowogrodźcu. Był radnym Gromadzkiej Rady Narodowej w Gościszowie, a potem radnym Powiatowej Rady Narodowej w Bolesławcu (zasiadał w jej prezydium). W 1967 został prezesem Powiatowego Komitetu ZSL w Bolesławcu. W 1972 uzyskał mandat posła na Sejm PRL w okręgu Jelenia Góra. Zasiadał w Komisji Górnictwa, Energetyki i Chemii.

## Życie prywatne
Syn Tomasza i Anny z domu Koniewicz. Miał troję rodzeństwa oraz żonę Józefę z domu Gruszecką i wraz z nią czworo dzieci.

## Odznaczenia
- Srebrny Krzyż Zasługi